# Place des Palais
Place des Palais (in olandese: Paleizenplein) è una piazza di Bruxelles situata tra Rue Ducale e Rue Royale. Con una lunghezza di 350 metri e una larghezza di 70 metri, è delimitata a nord dal Parco di Bruxelles e a sud dal Palazzo Reale.

## Storia
La sua storia è inseparabile da quella del Palazzo Reale. Attualmente è difficile immaginare il sito originale, poiché la configurazione del terreno è stata modificata nel corso dei secoli: in origine era una valle attraversata da un ruscello, il Coperbeek ("ruscello di rame" in olandese), che separava il Palazzo del Coudenberg. Dopo l'incendio del palazzo nel 1731, il sito fu abbandonato fino alla creazione dell'attuale Parco di Bruxelles. Nel 1779, diverse arterie furono disegnate attorno al parco, di cui la cosiddetta Rue de Belle-Vue era l'origine di Place des Palais. Per questo, è stato necessario riempire una parte della valle. Era una strada più stretta dell'attuale piazza e terminava con una curva ad ogni estremità. Deve il suo nome al panorama che offriva ad ovest, verso la città.
Nel 1827, la Rue de Belle-Vue era chiamata Place des Palais. Si può essere sorpresi dall'uso del palais ("palazzi") al plurale: dopo la creazione del parco, furono effettivamente costruiti due "palazzi" (si dovrebbe piuttosto parlare di "hotel") su questo lato del parco, uno usato dal conte Louis de Belgiojoso, ministro plenipotenziario dell'Imperatore d'Austria, e l'altro usato dal barone de Bender, comandante delle truppe austriache. Al tempo del Regno Unito dei Paesi Bassi, il re Guglielmo I dei Paesi Bassi li fece collegare da un portico, rimuovendo allo stesso tempo la Rue Héraldique, che li separava. Nonostante i successivi miglioramenti, a Bruxelles mancava un palazzo reale degno di questo nome e nel 1904 Leopoldo II, insoddisfatto di questa situazione, decise di trasformarlo completamente. In questa occasione, la Place des Palais, ampliata a scapito del parco, ha ricevuto il suo attuale aspetto rettilineo.

## Eventi
Tanto per le sue dimensioni quanto per la sua situazione privilegiata di fronte al Palazzo Reale, Place des Palais si presta alla celebrazione di cerimonie ufficiali. Il 21 luglio, giorno della festa nazionale, è qui che si tiene la parata militare e civile, alla presenza della famiglia reale, degli organi ufficiali dello Stato e del corpo diplomatico.
Place des Palais è anche ricordato come un luogo di lutto eccezionale. Dal 1º agosto 1993, la piazza conobbe un'eccezionale concentrazione di folla dopo l'annuncio della morte del re Baldovino. Il 5 agosto, la piazza raggiunse un numero record di visitatori: tra centomila e duecentomila persone che volevano dare un tributo finale al cadavere del re esposto nel Palazzo Reale e si incontrarono in piazza per tutto il giorno.
Sebbene inizialmente il luogo non fosse destinato a questo tipo di manifestazioni, anche Place des Palais divenne un luogo festivo. Ospita in particolare concerti durante la Festa della Comunità francese del Belgio, l'Iris Festival (festival della regione di Bruxelles-Capitale) e la Festa della musica. In questa occasione, diversi programmi Taratata presentati da Nagui il 21 giugno 2011 hanno ospitato oltre cinquantamila persone. In estate, la piazza è animata dal Brussels Summer Festival. Nel 2010, la squadra del Tour de France ha lasciato Place des Palais per una parata di 10 km attraverso Bruxelles.